# Stangerie
Stangerie (Stangeria) je rod rostlin z čeledi stangeriovitých (Stangeriaceae), třídy cykasů (Cycadopsida). Rod obsahuje jediný žijící druh stangerii plstnatou (Stangeria eriopus) – endemický cykas z jižní Afriky. Druh je nejblíže příbuzný australskému rodu bowenie (Bowenia), se kterým tvoří čeleď stangeriovité. Je považován za prehistorickou rostlinu, z jehož předka se vyvinula celá řada dalších cykasů (bowenie (Bowenia), čigua (Chigua), zamie (Zamia) a pravděpodobně i další zamiovité (Zamiaceae)).

## Etymologie
Rodové jméno rostliny pochází od Dr. Maxe Stangera, který z Jižní Afriky zaslal první popsanou stangerii do botanické zahrady v londýnské Chelsea.

## Botanická charakteristika

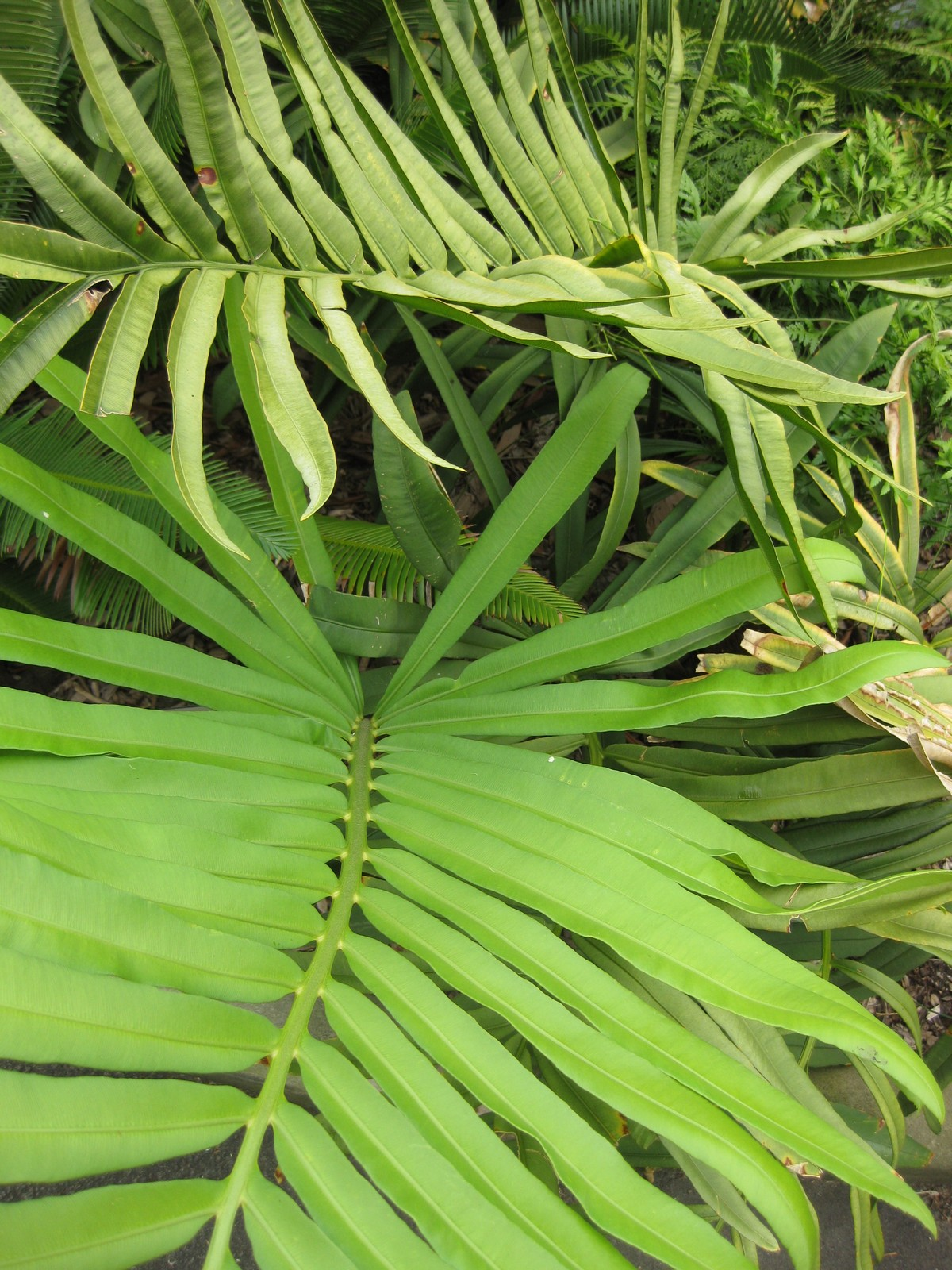
Stangerie v botanické zahradě v Sydney

Kmeny jsou zcela podzemní. Kořen má tvar řepy, s korálovitými kořeny typickými pro cykasy.
Typickými rysy rodu jsou:
- lístky mají středovou žílu, na rozdíl např. od kejákovitých (Zamiaceae)
- listy rostou rostou jeden po druhém, nikoliv více najednou, jako například u čeledi cykasovitých (Cycadaceae). Podobají se kapradině druhu Oleandra distenta.
- lístky vyrůstají složené
- řapíky listů nezůstávají přisedlé na kmeni a po oschnutí opadávají

## Původ
Stangerie je dle některých odhadů živým chybějícím článkem mezi cykasy. Dle R. Buckleye se předek stangerií postupně vyvinul i v rody bowenie a čigua a z předků čigua poté do Zamií a dalších rostlin. Africká stangerie se pravděpodobně vyvinula z cykasu, který žil na celém někdejším kontinentu Pangea, jak napovídá i existence jejích předchůdců po celém světě, například Eostangeria ruzinciniana v Bulharsku, Eostangeria saxonica v Německu a Eostangeria pseudopteris v Oregonu.

## Druhy
Jediný žijící druh se zdá být příbuzný s fosíliemi po celém světě.
- stangerie plstnatá (Stangeria eriopus).
- † Eostangeria ruzinciniana - zkameněliny v Bulharsku,
- † Eostangeria saxonica - zkameněliny v Německu,
- † Eostangeria pseudopteris - zkameněliny v Oregonu a Wyomingu.